# Pseudohydromys fuscus
Pseudohydromys fuscus es una especie de roedor de la familia Muridae.

## Distribución geográfica
Se encuentra en Nueva Guinea Occidental (Indonesia) y Papúa Nueva Guinea.